# East Malling and Larkfield
East Malling and Larkfield es una parroquia civil del distrito de Tonbridge and Malling, en el condado de Kent (Inglaterra).

## Geografía
Según la Oficina Nacional de Estadística británica, East Malling and Larkfield tiene una superficie de 10,73 km².

## Demografía
Según el censo de 2001, East Malling and Larkfield tenía 12 027 habitantes (49,15% varones, 50,85% mujeres) y una densidad de población de 1120,88 hab/km². El 22,38% eran menores de 16 años, el 72,82% tenían entre 16 y 74 y el 4,8% eran mayores de 74. La media de edad era de 36,9 años. Del total de habitantes con 16 o más años, el 25,09% estaban solteros, el 59,85% casados y el 15,06% divorciados o viudos.
El 96,58% de los habitantes eran originarios del Reino Unido. El resto de países europeos englobaban al 1,19% de la población, mientras que el 2,23% había nacido en cualquier otro lugar. Según su grupo étnico, el 98,1% eran blancos, el 0,68% mestizos, el 0,52% asiáticos, el 0,19% negros, el 0,22% chinos y el 0,25% de cualquier otro. El cristianismo era profesado por el 76,05%, el budismo por el 0,15%, el hinduismo por el 0,2%, el judaísmo por el 0,02%, el islam por el 0,27%, el sijismo por el 0,06% y cualquier otra religión por el 0,22%. El 14,78% no eran religiosos y el 8,26% no marcaron ninguna opción en el censo.
6117 habitantes eran económicamente activos, 5921 de ellos (96,8%) empleados y 196 (3,2%) desempleados. Había 4666 hogares con residentes, 77 vacíos y 3 eran alojamientos vacacionales o segundas residencias.